# Mutterliebe (film 1929)
Mutterliebe è un film muto del 1929 diretto da Georg Jacoby

## Produzione
Il film fu prodotto dalla Henny Porten Filmproduktion.

## Distribuzione
Distribuito dalla Vereinigte Star-Film GmbH, il film venne proibito ai minori. Ottenne il visto di censura B.23152 il 13 agosto 1929 e uscì nelle sale cinematografiche tedesche dopo essere stato presentato in prima all'Atrium di Berlino il 20 agosto 1929.